# Max Kruse (sculpteur)
Pour les articles homonymes, voir Kruse (homonymie).
Max Kruse, également Carl Max Kruse, né à Berlin le 14 avril 1854 et mort dans cette ville le 26 octobre 1942, est un sculpteur allemand.

## Biographie
Max Kruse est établi à Berlin, où il est membre de l'Association des artistes berlinois de 1883 à 1891. En 1908, il rejoint la Sécession berlinoise (Berliner Secession) puis est membre, à partir de 1913, de l'Académie des arts de Berlin. Il voyage beaucoup, vit notamment à Kloster sur Hiddensee et à Bad Kösen, quoique plus rarement.

### Vie familiale
Max Kruse a été marié à la créatrice de poupées Käthe Kruse (1883-1968). Son plus jeune fils, également prénommé Max, est un auteur de livres pour enfants (Urmel aus dem Eis (de)). Une fille issue de son premier mariage, Annemarie von Jakimow-Kruse (de), est peintre.